# Byttneria ovatifolia
Byttneria ovatifolia är en malvaväxtart som beskrevs av Arenes. Byttneria ovatifolia ingår i släktet Byttneria och familjen malvaväxter. Inga underarter finns listade i Catalogue of Life.